# Савезници у Другом светском рату
Савезници (Антихитлеровска коалиција) су биле земље удружене у борби против Сила Осовине у току Другог свјетског рата.

## Предратна савезништва
Савез држава који ће се супротставити силама Осовине је своје извориште имао у двема преживелим чланицама Антанте из Првог свјетског рата — Уједињеном Краљевству и Француској. Трећи члан оригиналне Антанте — Русија — након Октобарске револуције трансформирао се у дипломатски изоловани и испочетка према Антанти изузетно непријатељски расположен Совјетски Савез. САД, који се Антанти прикључио 1917. године и био једном од четири велике силе на Версајској мировној конференцији, врло брзо је одлучио због изолационизма напустити све војне и политичке савезе. Италија — такође призната као једна од сила победница, поступно се почела дистанцирати од својих савезника, поготово пошто је 1922. на њено чело дошао фашистички режим на челу с Бенитом Мусолинијем.
Распаду ратног савезништва је битно допринијело увјерење да је Њемачка тако темељно поражена да у блиској будућности неће представљати опасност по свјетски мир и сигурност ратних победника, као и увјерење да ће новостворена Лига народа својим дипломатским механизмима успјешно спријечити избијање нових криза и ратова, учинивши тако некадашње војне и политичке савезе непотребним. С друге стране, 1920-их се почело јављати све веће разилажење међу Уједињеним Краљевством и Француском, с обзиром да су Британци у складу с традиционалном политиком сјајне изолације држали и начела равнотеже сила да Француска као континентална сила не смије доминирати Европом. Француска се, пак, због постојања границе с Њемачком, настојала осигурати с појачаним утицајем на њемачке источне сусједе и стварањем војних аранжмана и савеза од којих је најпознатија Мала Антанта.
УК и Француска су своја неслагања наставили и након доласка Адолфа Хитлера на власт у Њемачкој, при чему су британске владе настојале нови нацистички режим одобровољити политиком уступака, док је Француска била нешто активнија, па је почетком 1930-их настојала као свог савезника придобити Совјетски Савез.
Савез УК и Француске је поновно почео јачати тек с Другим италијанско-абисинским ратом, кога су обје државе схватиле као почетак настојања Италије да се прошири на рачун њихових колонијалних империја. Мусолинијев режим се, пак, почео повезивати с Њемачком, па је тако 1936. створен зачетак Сила Осовине.
Покушаји британских и француских дипломата да у свој савез укључе друге државе у Европи нису уродили плодом. Несугласице између Пољске и Чехословачке с једне, те Пољске и Совјетског Савеза с друге стране, спријечиле су стварање јединственог фронта који би се супротставио Хитлеровој политици за вријеме Судетске кризе 1938. године.
Да ће савез морати да уђе у рат постало је јасно пошто је у прољеће 1939. године Хитлер погазио Минхенски споразум и окупирао, а потом раскомадао Чехословачку. Убрзо након тога, као и италијанске окупације Албаније, западне силе су реаговале давањем гаранција о независности Пољске, Румуније и Грчке. Од свих тих земаља је, међутим, једино Пољска то искористила — да уђе у формални војни савез с Британијом и Француском; тако су 3. септембра 1939. три поменуте државе биле једине важније чланице Савезника у Другом свјетском рату.

## Савезници у првим годинама рата
УК и Француска су врло брзо изгубиле свог јединог савезника, с обзиром да је Пољска прегажена за мјесец дана, иако ће се на страни Савезника касније борити снаге пољске владе у избеглиштву.
Касније су се Савезницима углавном прикључивале државе након напада осовинских снага — Норвешка након њемачке инвазије у априлу, а Белгија, Холандија и Луксембург у мају 1940. године. То, међутим, није имало велике користи за Савезнике, с обзиром да су те државе биле прегажене; једини изузетак су били нетакнути ресурси у белгијским и холандским колонијама.
Међутим, то је све избледило кад је у јуну 1940. године капитулирала Француска. Нови француски режим — прозван вишијевским — преузео је контролу над већим делом француског колонијалног царства, учинивши УК једином важнијом чланицом Савезника. Упркос томе што је сматрана усамљеном, УК је наставила да се бори, охрабрена победом у бици за Британију.
Због италијанског напада се у октобру 1940. Савезницима прикључила и Грчка, али је и она убрзо прегажена, као и Југославија у априлу 1941. године.
Рат је своју прекретницу добио када је у јуну 1941. Нацистичка Немачка напала Совјетски Савез. Наде Хитлера да ће се Британија из идеолошких разлога прикључити том походу су се изјаловиле. Уместо тога, Британија је у СССР видела драгоценог савезника, који је не само на себе преузео главну задатак вођења рата него је и на страну Савезника уз своје људске и друге ресурсе ставио комунистичке и друге просовјетске покрете у Европи и свету.
Велики савез је свој коначни облик добио у децембру 1941. када су послије јапанског напада на Перл Харбор Њемачка и Италија објавиле рат САД. Тако се Британији и СССР прикључила највећа, најмоћнија и ратом дотада нетакнута сила. Поред својих људских и других ресурса, САД је уз помоћ свог политичког утицаја на страну Савезника ставио и велики број држава Латинске Америке.
Јапански напад на САД је истовремено на страну Савезника довео и многољудну Кину, која је од 1937. године била у рату с Јапаном. Због тога кинески историчари сматрају управо Кину првом државом чланицом Савезника, односно како је Други свјетски рат почео 1937. године.

## Велика тројка
Уласком САД у рат коначно се формирала срж савеза, који ће касније бити неформално познат као Велика тројка, односно у коме ће се све кључне одлуке доносити савјетовањем трију великих вођа — британског премијера Винстона Черчила, совјетског вође Јосифа Стаљина и америчког предсједника Френклина Рузвелта.
Иако је тај савез, као и сви савези, био прије свега мотивисан интересима — у случају УК и СССР властитим опстанком, а у случају САД настојањем да се оствари глобална доминација у послијератном свијету — његови кључни чланови су му настојали дати својеврсно идеолошко оправдање. За то је послужила Декларација Организације уједињених нација са почетка 1942. године, којом су чланице Савезника прихватиле начела Атлантске повеље, донесене од стране Британије и тада још неутралног САД у августу 1941. Та је декларација касније послужила као темељ на коме ће се створити данашња Организација уједињених нација, односно многе важне институције послијератног свијета.
Односи међу Савезницима никада нису били потпуно складни, али се за вријеме самог рата, а поготово у тренуцима када су Силе Осовине биле на врхунцу моћи, избјегавало јавно изражавање несугласица, а чланице Велике тројке су биле спремне на понекад болне уступке својим савезницима. Тако је САД, на примјер, упркос далеко веће популарности рата против Јапана међу властитом јавношћу, одмах донио одлуку да се прво порази Њемачка, што је било у интересу Британије и СССР. Стаљин је, с друге стране, формално укинуо Коминтерну како би савез учинио прихватљивим својим савезницима, као и антикомунистичком дијелу њихове јавности. И Британија и САД су, пак, показале разумијевање према одлуци СССР да ради избјегавања рата на два фронта одржи своју неутралност у односу на Јапан односно не уђе у Пацифички рат након напада на Перл Харбор.
Несугласице међу Савезницима су углавном, поготово на почетку савеза, биле практичне природе. Тако је Стаљин, суочен с њемачком офанзивом на источном фронту, у љето 1942. инсистирао да западни савезници отворе други фронт у западној Европи. Тај је захтјев касније постао мање важан промјеном ситуације на фронту, односно искрцавањем Савезника у Сјеверној Африци и Италији.
Несугласице су постојале и међу самим западним савезницима, па је САД 1942. године сматрао да Савезници морају подржати Вишијевску Француску, за разлику од Британије која је подржавала Слободну Француску.
Иако су се неспоразуми интензивирали пред сам слом Сила Осовине у Европи — при чему је најочигледнији примјер постојање двије пољске владе након ослобођења од стране Црвене армије 1944. године — савез је остао чврст до самог краја.
Према замислима Велике тројке, њиховом ексклузивном клубу, након ослобођења, требало је да се прикључи Француска (што је било у интересу Британије) и Кина (на чему је инсистирао антиколонијалистички расположен САД). Док је Француској након рата 1945. признат формално статус велике савезничке силе, у случају Кине то није било могуће практично извести због непревладаних спорова између Чанг Кај Шекових националиста и Мао Цедунгових комуниста — фракције које ће врло брзо Кину уплести у крвави грађански рат.

## Оружане снаге и планови Савезника

### Уједињено Краљевство
УК је 1939. године ушао у рат са плановима прилично сличнима онима са којима је ушао у Први свјетски рат.
Британска армија је била релативно малобројна и професионалног карактера, те је на почетку требало да се користи у ограниченим акцијама, односно као подршка бројнијој француској војсци, све до тренутка када се попуни регрутима. С друге стране, малобројност је британску војску учинила једином потпуно моторизованом војском у свијету, те је квалитетом и обученошћу људства била изнад европског просјека. С друге стране, међуратни период је представљао и својеврсну стагнацију, јер су на темељу искустава Првог свјетског рата, поготово у примјени и тактици тенкова извучени погрешни закључци.
Недостаци британских копнених снага су имали потпуну супротност у Краљевској ратној морнарици (RN) која је, упркос својеврсног заостајања почетком 1930-их, још увијек представљала силу способну да оствари потпуну надмоћ на већини свјетских мора. Морнарица је имала врло квалитетно људство, као и командни кадар отворен према новим идејама, због чега су британски бродови били прилично разнолики — од торпедних чамаца до носача авиона — те у стању изводити различите и најсложеније операције. Слично као и у наполеонским ратовима, управо ће морнарица омогућити Британији да сама води рат против остатка европског континента.
Највреднији и најмодернији дио британских оружаних снага представљало је Краљевско ратно ваздухопловство (RAF). Било је састављено од разноликих типова авиона и способно за разноврсне задатке, дијелом и због различитих доктрина које су, свака на свој начин, помогле његовом развоју између два рата. На почетку се сматрало да ништа не може зауставити бомбардере, те се умјесто инсистирања на ловачкој авијацији створио великих број тешких, стратешких бомбардера, како би се на непријатељске нападе одговорило истом мјером. Касније је већи нагласак стављен на ловачке авионе који ће бранити Британска острва и индустријске центре, за што су развијени квалитетни ловци Супермарин спитфајер и Хокер харикен, од којих се потоњи показао и добрим избором за подршку копненим снагама.

### Француска
Француска је 1939. године била под снажним утицајем искустава Првог свјетског рата која су се одразила како на војну доктрину тако и на морал нације.
Основна мисао водиља француских војних стратега су били енормни губици у људству након покушаја да се офанзивним акцијама пробију њемачке линије. Зато се за будући рат одабрала дефанзивна стратегија заснована на примјени попречне ватре и система утврђења који је требало да на смрт искрвари њемачког нападача. Крајњи израз те доктрине била је чувена Мажино линија — систем утврђења на њемачкој граници који се сматрао најмодернијим на свијету и практично непробојним.
Мажино линија је, с друге стране, у себи крила озбиљни недостатак — огромне трошкове због којих се, дјелимично, одустало од градње сличног комплекса на белгијској граници (иако је одлука била дијелом и политичке нарави, у сврху охрабрења Белгије да се у будућем сукобу придружи Савезницима). Но, далеко већи проблем је био тај што су средства уложена у Мажино линију ускраћена развоју и производњи нових, модерних оружја. Зато је француска копнена војска у рат ушла с великим дијелом застарјеле и неадекватне опреме. Једини изузетак су били тенкови, који су у то доба били најсавременији на свијету, али чије предности нису дошле до изражаја због погрешне тактике.
Додатни проблем за француску војску био је изузетно лош квалитет највишег командног кадра који су, уз изузетке попут генерала Де Гола, сачињавали потпуно неспособни људи застарјелих схватања, па тако у згради француског генералштаба није постојао нити један телефон или радио-станица. И међу људством је било доста проблема, поготово због тога што су велики дио јединица сачињавали неквалитетни и дефетизму склони резервисти.
Француска ратна морнарица је, с друге стране, била прилично модерна, али она у рату (с обзиром да је била концентрисана у Средоземљу) углавном није дошла до изражаја.
Француско ратно ваздухопловство је било инфериорно у односу на њемачко бројније и апаратом квалитетније ваздухопловство. Тек је крајем 1930-их уложен одређен напор да се почну производити модерни типови авиона, али је то дошло прекасно да би се одразило на бојишту.

### Совјетски Савез
СССР је од свих великих сила године 1939. имао најбројније оружане снаге, како по питању људства тако и по питању броја авиона, тенкова и другог савременог оружја. Праве размјере совјетске војне силе су постале очигледне тек касније током рата.
Но, ова бројчана надмоћ у себи је крила озбиљну слабост. Почетком 1930-их су уложени велики напори да се Црвена армија опреми не само модерним наоружањем него и доктрином која ће — по узору на искуства на грађанског рата — користити модерна техничка средства како би се маневром и нападачком тактиком сломио непријатељ.
С друге стране, сав овај напредак је готово у потпуности заустављен стаљинским чисткама крајем 1930-их, током којих је у потпуности избрисана цијела једна генерација способних и квалитетних официрских кадрова, а на њихова мјеста доведене неискусне или неспособне замјене. Као посљедица свега, совјетска тактика, стратегија и општи квалитет војске били су далеко испод стандарда већине западних земаља. Тек ће неугодна искуства у Зимском рату натјерати Стаљина да почне обнову Црвене армије.
Совјетско ваздухопловство је такође бројчано било прилично импресивно, али је (слично као и Луфтвафе) било претежно оријентисано на подршку копненим трупама. С друге стране, Совјети су били међу првима који су препознали потенцијале вертикалног маневра те створили ваздушно-десантне и падобранске јединице, односно развили технике снабдијевања падобранима.
Због затворености мора и оријентације на копнену и ваздушну силу, Совјетска ратна морнарица је 1930-их играла подређену улогу. Већина пловила је застарјела, али је бројношћу била способна подржати копнену војску у амфибијским операцијама.

### Сједињене Америчке Државе
Због океана који су је одвајали од Европе и Азије, те у домаћој политици владајућег изолационизма, САД је 1930-их врло мало улагао у одбрану, сматрајући како ће се будући рат избјећи односно да САД у њему неће учествовати.
Једини изузетак је била ратна морнарица, која се развијала због све већег супарништва САД с Јапаном у подручју Пацифика. Због великих удаљености између појединих тачака на Пацифику, велики је нагласак стављен на авијацију, односно координацију њених активности с морнарицом. Због тога је САД, слично као и Јапан, развио веома квалитетну и извјежбану морнаричку авијацију те направио неколико носача авиона. Велики напор је уложен и у развијање техника за амфибијске операције, односно брзу градњу аеродрома и лука на изолованим острвима.
Због овога је развој копнене војске, односно планови за евентуално дјеловање на европским бојиштима, био потпуно занемарен. Године 1939. америчка војска је имала застарјелу опрему и неадекватну тактику. Но, релативно касни улазак у рат је омогућио учење на туђим искуствима, док су многи од тих недостатака компензовани индустријском моћи САД која је, слично као и СССР, квалитативне недостатке избрисала квантитетом.

## Датуми када су се независне државе придружиле Савезницима

### Након њемачке инвазије на Пољску
- Пољска: 1. септембар 1939.
- Уједињено Краљевство: 3. септембар 1939, укључујући:
  -  Британска Индија
  - Британске прекоморске територије
- Аустралија: 3. септембар 1939.
- Нови Зеланд: 3. септембар 1939.
- Француска: 3. септембар 1939. (до 17. јуна 1940), укључујући:
  - Француске прекоморске територије
- Непал: 4. септембар 1939.
- Јужноафричка Унија: 6. септембар 1939.
- Канада: 10. септембар 1939.

### Након Лажног рата
- Данска: 9. април 1940.
- Норвешка: 9. април 1940.
- Белгија: 10. мај 1940, укључујући:
  -  Белгијски Конго
  - остале белгијске колоније
- Луксембург: 10. мај 1940.
- Холандија: 10. мај 1940, укључујући:
  -  Холандска Источна Индија
  - остале холандске колоније
- Слободна Француска: 18. јун 1940.
- Краљевина Грчка: 28. октобар 1940.
- Краљевина Југославија: 6. април 1941. (потписала Тројни пакт 25. марта, нападнута од стране Њемачке 6. априла након пуча)

### Након инвазије на Совјетски Савез
- Совјетски Савез: 22. јун 1941. (сарађивао са Осовином током инвазије на Пољску)
- Народна Република Тува: 25. јун 1941. (анектирана од стране Совјетског Савеза 1944)

### Након напада на Перл Харбор
- Панама: 7. децембар 1941.
- Сједињене Америчке Државе: 8. децембар 1941, укључујући:
  -  Америчку Самоу
  -  Гвам
  -  Комонвелт Филипина
  -  Порторико
  -  Америчка Дјевичанска Острва
  - остале инкорпорисане територије
- Костарика: 8. децембар 1941.
- Доминиканска Република: 8. децембар 1941.
- Салвадор: 8. децембар 1941.
- Хаити: 8. децембар 1941.
- Хондурас: 8. децембар 1941.
- Никарагва: 8. децембар 1941.
- Република Кина : 9. децембар 1941. (у рату са Јапанским царством од 1937)
- Куба: 9. децембар 1941.
- Привремена влада Републике Кореје: 10. децембар 1941.
- Чехословачка (влада у егзилу): 16. децембар 1941.

### Након проглашења Организације уједињених нација
- Перу: 12. фебруар 1942.
- Мексико: 22. мај 1942.
- Бразил: 22. август 1942.
- Етиопско царство: 14. децембар 1942. (претходно окупирана од стране Фашистичке Италије)
- Краљевина Ирак: 17. јануар 1943. (окупиран од стране Савезника 1943)
- Боливија: 7. април 1943.
- Иран: 9. септембар 1943. (окупиран од стране Савезника 1941)
- Италија: 13. октобар 1943. (претходно једна од Сила Осовине)
- Колумбија: 26. новембар 1943.
- Либерија: 27. јануар 1944.

### Након Дана Д и операције Багратион
- Краљевина Румунија: 23. август 1944. (претходно једна од Сила Осовине)
- Краљевина Бугарска: 8. септембар 1944. (претходно једна од Сила Осовине)
- Сан Марино: 21. септембар 1944.
- Албанија: 26. октобар 1944. (претходно окупирана од стране Фашистичке Италије)
- Бахавалпур: 2. фебруар 1945.
- Еквадор: 2. фебруар 1945.
- Парагвај: 7. фебруар 1945.
- Уругвај: 15. фебруар 1945.
- Венецуела: 15. фебруар 1945.
- Турска: 23. фебруар 1945.
- Либан: 27. фебруар 1945.
- Саудијска Арабија: 1. март 1945.
- Финска: 4. март 1945.
- Аргентина: 27. март 1945.
- Чиле: 11. април 1945.

### Након атомског бомбардовања Хирошиме и Нагасакија
- Шаблон:Подаци о застави Народна Република Монголија: 9. август 1945.

## Савезници послије рата
Савезништво Велике тројке је с нестанком Сила Осовине врло брзо изгубило своју сврху постојања, али су се првих послијератних година одређени облици сарадње одржали, првенствено у областима као што су окупација Њемачке, репатријација и збрињавање избјеглица, односно суђења ратним злочинцима од чега су најпознатији Нирнбершки процес и Токијски процес.
Међутим, када су та практична питања ријешена, несугласице по питању послијератног уређења свијета су СССР и његове западне савезнике одвеле на супротне стране, односно у отворено непријатељство које је било познато као Хладни рат.